# Barbara Matijević
Barbara Matijević est une danseuse, comédienne et metteur en scène croate née à Našice en 1978.

## Biographie
Elle s'initie à la danse aux États-Unis au Hypaxis Dance Center, Wilton (New Hampshire). Elle est diplômée de l’International Center for Contemporary Dance and Performance Art (ATHENA) sous la direction artistique de Kilina Cremona à Zagreb.
À partir de 2002 elle signe ses premières chorégraphies : Re-Play, 2002; Hard To Dig It, 2003; Vertigo, 2007). Après avoir obtenu le diplôme en littérature de la Faculté de philosophie et lettres de l’université de Zagreb, elle part à Paris sur l’invitation de Boris Charmatz. 
De 2004 à 2005, elle participe au projet Bocal réunissant 15 artistes d’horizons divers autour de l’idée d’une école éphémère, explorant des approches performatives à la pédagogie de la danse. Le projet accueille des artistes comme Vera Mantero, Joao Fiadeiro, Laurence Louppe, Jean-Luc Moulene, Jan Ritsema, Raimund Hoghe, Hubert Godard, Steve Paxton, Frans Poelstra. En 2005 elle collabore à Bruxelles avec l’acteur Bruno Marin (DA-l’animal) et le chorégraphe David Hernandez (Performance Hotel). 
En 2006/07, elle joue dans la pièce Purgatoire, sur un texte écrit et mis en scène par Joris Lacoste. La même année, elle réalise le projet interdisciplinaire Fotomorgana avec les photographes Igor Kuduz, Ana Opalić et Jasenko Rasol, présenté au Salon de Zagreb 2006. 
De 2005 – 2008 elle collabore avec le metteur en scène slovène Bojan Jablanovec (Le projet VIA NEGATIVA  – Would Would Not, 2005; Viva Verdi, 2006; Superbia, 2008). 
De 2006 à 2014 elle enseigne la danse au Conservatoire des arts dramatiques à Osijek, Croatie. 
En 2007 elle entame une collaboration avec Giuseppe Chico, dramaturge et comédien italien, avec lequel elle fonde la compagnie 1er Stratagème. Ensemble, ils réalisent cinq pièces de théâtre dont elle est également la seule interprète: I AM 1984 (2008), Tracks (2009), Forecasting (2011), Speech! (2011), I've never done this before (2015).
Leur travail est régulièrement  présenté dans des théâtres, des musées et des galléries en Europe, en Amérique Latine et en Corée. C'est la seule artiste croate à avoir été invitée au Festival d'Avignon, à l'occasion de sa 65e édition.
En 2013 elle poursuit la collaboration avec le metteur en scène Joris Lacoste en tant qu'interprète dans "Suite 1:ABC", puis dans "Suite 2" en 2015.

## Œuvres
- 2008 : I am 1984
- 2009 : Tracks
- 2011 : Forecasting
- 2011 : Speech
- 2012 : "1989" (piece radiophonique produite par la Radio nationale croate, interprete par Barbara Matijevic)
- 2015 : "I've never done this before"

## Prix
Prix spécial du jury au festival Infant 2008 à Novi Sad (Serbie) pour la piece I am 1984